# 산부채
산부채(山--, 학명: Calla palustris 칼라 팔루스트리스[*])는 천남성과 천남성아과의 단형 족인 산부채족(山--族, 학명: Calleae 칼레아이[*])에 속하는 단형 속인 산부채속(山--屬, 학명: Calla 칼라[*])의 유일한 종이다. 산부채속의 학명은 "칼라"로 읽지만, 칼라속(Zantedeschia)과는 별개의 속이다.

## 분포
유라시아, 북아메리카 북부의 냉·온대 지역에 널리 분포한다.

## 특징
여러해살이 초본식물로, 줄기는 습지의 지표 위에 뻗거나 수면에 뜨며, 길이 10-25cm의 잎자루가 있는 잎이 달린다. 잎자루 기부는 줄기를 감싸며, 잎집의 윗부분은 잎자루에서 떨어져 나와 혀모양 조각으로 된다. 잎새는 심장꼴에서 넓은 달걀꼴이며, 큰것은 길이 10cm 정도이다. 여름에 잎겨드랑이에서 잎자루보다 긴 꽃줄기가 나오고, 흰색이며 달걀모양인 길이 10cm 정도의 꽃턱잎과 그보다 짧은 육수꽃차례가 달린다. 육수꽃차례 기부 쪽은 양성화이고 윗부분은 수꽃이 밀집하여 달리는데, 어느 꽃의 곷도 꽃덮이 조각은 퇴화되지 않는다. 열매는 빨갛게 익으며 속에 5-10개의 종자가 있다. 습지나 못에 관상식물로서 재배되기도 한다. 줄기는 빻아서 녹말을 얻고, 식용하기도 한다.

## 계통 분류
과거에는 산부채아과(山--亞科, 학명: Calloideae 칼로이데아이[*])로 분류되기도 했다. 아돌프 엥글러의 천남성과 분류 체계에서는 산부채아과에 리시키톤속, 산부채속, 앉은부채속, 오론티움속 4속이 포함되었나, 후에 산부채속을 제외한 나머지 3속이 앉은부채아과로 재분류되었으며, 산부채아과는 산부채족으로서 천남성아과 아래에 재분류되었다.

## 사진

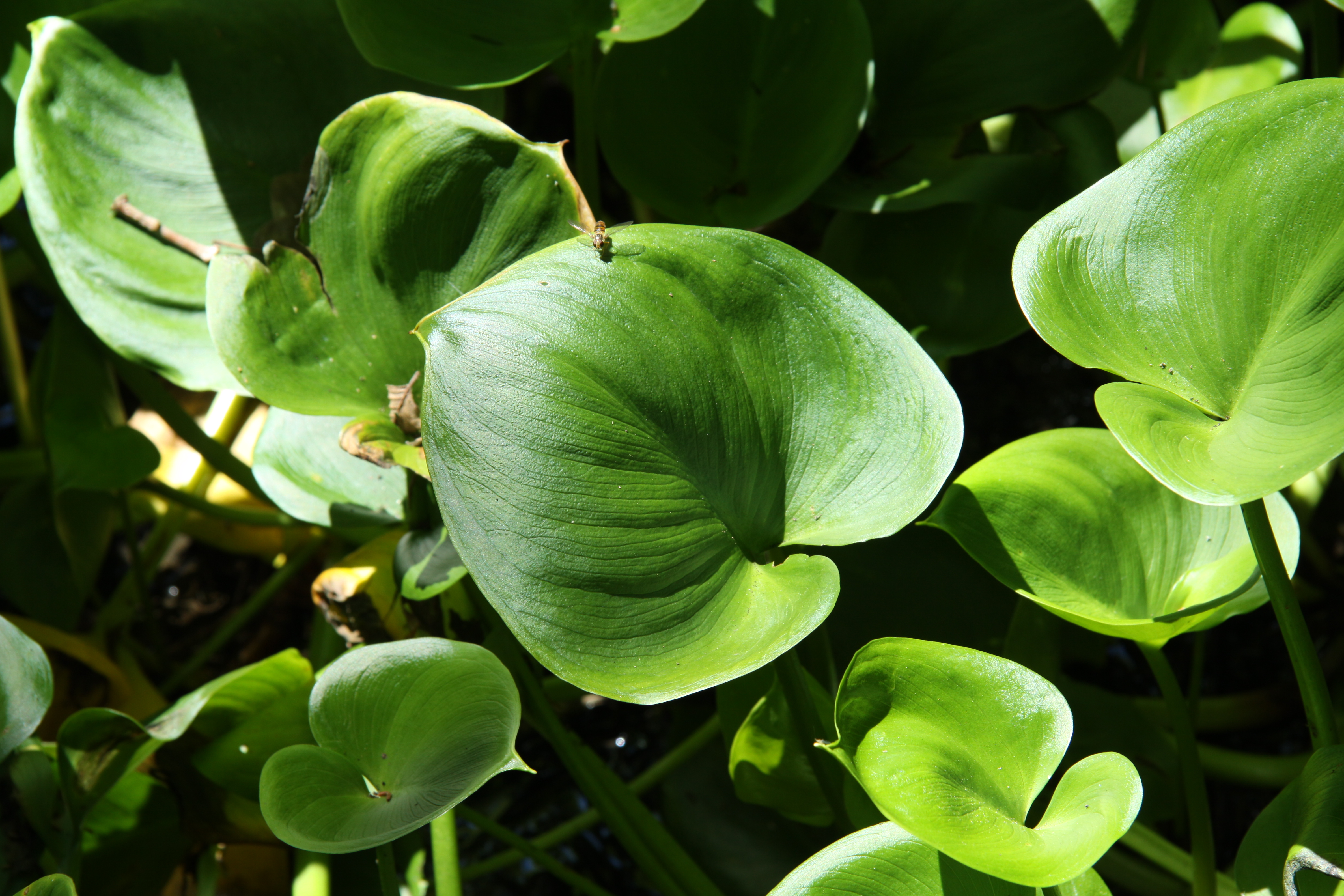
잎
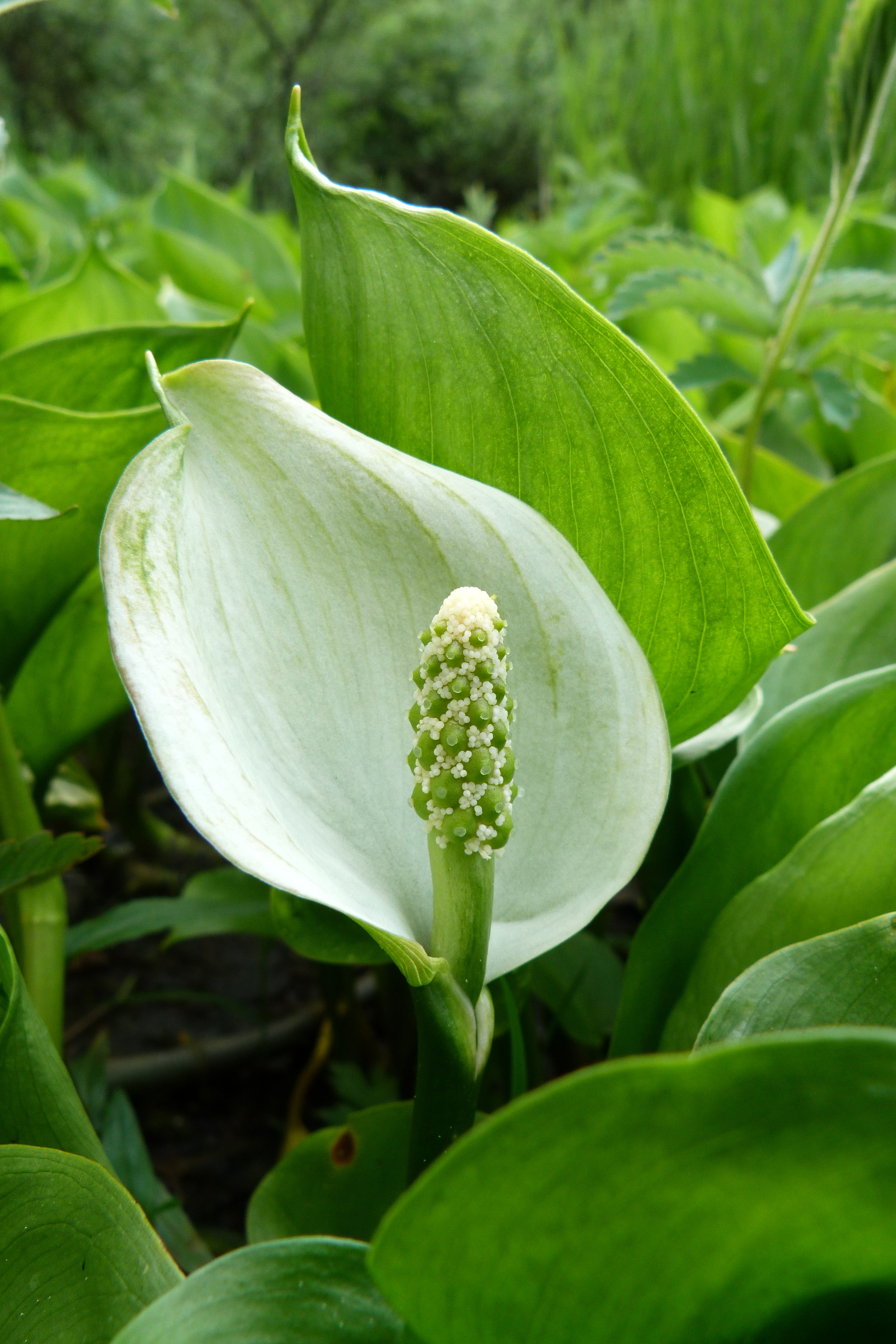
꽃턱잎과 꽃차례
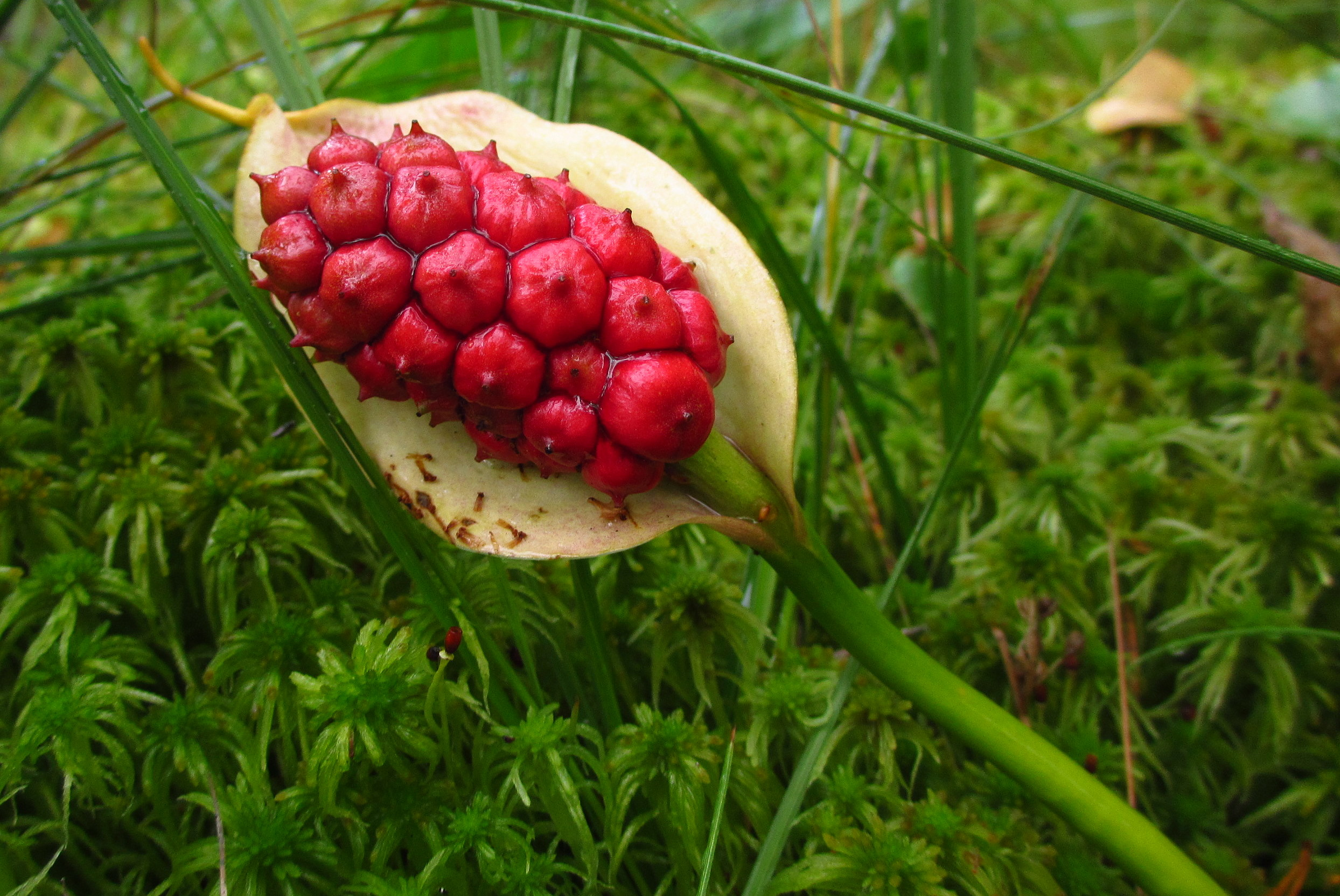
열매